# Aire urbaine de Confolens
L’Aire urbaine de Confolens est une aire urbaine française constituée autour de la commune de Confolens, dans le département la Charente, en région Nouvelle-Aquitaine.
Créée en 2010 lors de la mise à jour de la définition d'une aire urbaine par l'INSEE, ses 4 572 habitants font d’elle la plus petite aire urbaine du département.

## Caractéristiques

### Délimitation
D’après la délimitation établie en 2010 par l’INSEE, l’aire urbaine de Confolens se compose de 4 communes, toutes situées dans le département de la Charente. 

### Commune du pôle urbain
Son pôle urbain est formé par l’unité urbaine de Confolens, qui est considérée comme une « ville isolée », c’est-à-dire, une unité urbaine monocommunale (Confolens).

### Communes rurales
Les 3 autres communes sont considérées comme des communes appartenant à un petit pôle :
- Ansac-sur-Vienne
- Esse
- Lessac.

## Importance dans le contexte départemental
Le tableau suivant détaille la répartition de l'aire urbaine sur le département (les pourcentages s'entendent en proportion du département) :
| Département | Communes | Communes (%) | Superficie (km²) | Superficie (%) | Population (2016) | Population (%) |
| ----------- | -------- | ------------ | ---------------- | -------------- | ----------------- | -------------- |
| Charente    | 4        | 1,1          | 118,9            | 2              | 4 572             | 1,3            |

## Composition
| Nom              | Code Insee | Statut           | Superficie (km2) | Population (dernière pop. légale) | Densité (hab./km2) |
| ---------------- | ---------- | ---------------- | ---------------- | --------------------------------- | ------------------ |
| Confolens        | 16106      | commune nouvelle | 23,63            | 2 670 (2017)                      | 113                |
| Ansac-sur-Vienne | 16016      |                  | 30,79            | 847 (2014)                        | 28                 |
| Esse             | 16131      |                  | 30,37            | 510 (2014)                        | 17                 |
| Lessac           | 16181      |                  | 34,14            | 557 (2014)                        | 16                 |

## Démographie
| 1968  | 1975  | 1982  | 1990  | 1999  | 2006  | 2011  | 2016  |
| ----- | ----- | ----- | ----- | ----- | ----- | ----- | ----- |
| 4 830 | 4 800 | 5 044 | 5 038 | 4 833 | 4 819 | 4 657 | 4 572 |